# Ronde van Wallonië 2012
De meerdaagse wielerwedstrijd Ronde van Wallonië 2012 werd verreden van 21 tot en met 25 juli in Wallonië. 

## Deelnemende teams
| Sky ProCycling         | AG2R-La Mondiale                   | BMC Racing Team              | Katjoesja                     |
| RadioShack-Nissan-Trek | Lotto-Belisol                      | Omega Pharma-Quickstep       | FDJ-BigMat                    |
| Vacansoleil-DCM        | Team Garmin-Sharp                  | Topsport Vlaanderen-Mercator | Accent.Jobs-Willems Veranda's |
| Cofidis                | Landbouwkrediet-Euphony            | Team Europcar                | Acqua & Sapone                |
| Idemasport-Biowanze    | Wallonie Bruxelles-Crédit Agricole |                              |                               |

## Etappe-overzicht
| etappe | datum   | start             | finish   | afstand  | winnaar           | klassementsleider |
| ------ | ------- | ----------------- | -------- | -------- | ----------------- | ----------------- |
| 1e     | 21 juli | Doornik           | Lessen   | 159,7 km | Nacer Bouhanni    | Nacer Bouhanni    |
| 2e     | 22 juli | Binche            | Mettet   | 205,5 km | Danilo Napolitano | Danilo Napolitano |
| 3e     | 23 juli | Marche-en-Famenne | Beaufays | 185,9 km | Giacomo Nizzolo   | Giacomo Nizzolo   |
| 4e     | 24 juli | Hoei              | Oerle    | 207,0 km | Danilo Napolitano | Giacomo Nizzolo   |
| 5e     | 27 juli | Welkenraedt       | Perwijs  | 179,2 km | Danilo Napolitano | Giacomo Nizzolo   |

## Etappe-uitslagen

### 1e etappe
| Doornik – Lessen (159,7 km) |                   |                               |          |
| Plaats                      | Naam              | Ploeg                         | Tijd     |
| Winnaar                     | Nacer Bouhanni    | FDJ-BigMat                    | 3u45'24" |
| 2                           | Pim Ligthart      | Vacansoleil-DCM               | z.t.     |
| 3                           | Giacomo Nizzolo   | RadioShack-Nissan-Trek        | z.t.     |
| 4                           | Francesco Chicchi | Omega Pharma-Quickstep        | z.t.     |
| 5                           | Adrien Petit      | Cofidis                       | z.t.     |
| 6                           | Danilo Napolitano | Acqua & Sapone                | z.t.     |
| 7                           | Jens Debusschere  | Lotto-Belisol                 | z.t.     |
| 8                           | Jempy Drucker     | Accent.Jobs-Willems Veranda's | z.t.     |
| 9                           | Geoffrey Soupe    | FDJ-BigMat                    | z.t.     |
| 10                          | Adam Blythe       | BMC Racing Team               | z.t.     |

### 2e etappe
| Binche – Mettet (205,5 km) |                   |                               |          |
| Plaats                     | Naam              | Ploeg                         | Tijd     |
| Winnaar                    | Danilo Napolitano | Acqua & Sapone                | 5u21'24" |
| 2                          | Davide Appollonio | Sky ProCycling                | z.t.     |
| 3                          | Romain Feillu     | Vacansoleil-DCM               | z.t.     |
| 4                          | Gianni Meersman   | Lotto-Belisol                 | z.t.     |
| 5                          | Kevyn Ista        | Accent.Jobs-Willems Veranda's | z.t.     |
| 6                          | Kristof Goddaert  | AG2R-La Mondiale              | z.t.     |
| 7                          | Giacomo Nizzolo   | RadioShack-Nissan-Trek        | Z.t.     |
| 8                          | Julien Stassen    | Idemasport-Biowanze           | z.t.     |
| 9                          | Nacer Bouhanni    | FDJ-BigMat                    | z.t.     |
| 10                         | Tom Van Asbroeck  | Topsport Vlaanderen-Mercator  | z.t.     |
|                            |                   |                               |          |
| 17                         | Pim Ligthart      | Vacansoleil-DCM               | z.t.     |

### 3e etappe
| Marche-en-Famenne – Beaufays (185,9 km) |                    |                               |          |
| Plaats                                  | Naam               | Ploeg                         | Tijd     |
| Winnaar                                 | Giacomo Nizzolo    | RadioShack-Nissan-Trek        | 4u47'07" |
| 2                                       | Michail Ignatiev   | Katjoesja                     | z.t.     |
| 3                                       | Gianni Meersman    | Lotto-Belisol                 | z.t.     |
| 4                                       | Danilo Di Luca     | Acqua & Sapone                | z.t.     |
| 5                                       | Aleksandr Kolobnev | Katjoesja                     | z.t.     |
| 6                                       | Kevyn Ista         | Accent.Jobs-Willems Veranda's | z.t.     |
| 7                                       | Francesco Reda     | Acqua & Sapone                | z.t.     |
| 8                                       | Jens Debusschere   | Lotto-Belisol                 | z.t.     |
| 9                                       | Zdeněk Štybar      | Omega Pharma-Quickstep        | z.t.     |
| 10                                      | Greg Van Avermaet  | BMC Racing Team               | z.t.     |
|                                         |                    |                               |          |
| 39                                      | Michel Kreder      | Team Garmin-Sharp             | z.t.     |

### 4e etappe
| Hoei – Oerle (207 km) |                    |                                    |          |
| Plaats                | Naam               | Ploeg                              | Tijd     |
| Winnaar               | Danilo Napolitano  | Acqua & Sapone                     | 5u15'48" |
| 2                     | Davide Appollonio  | Sky ProCycling                     | z.t.     |
| 3                     | Klaas Lodewyck     | BMC Racing Team                    | z.t.     |
| 4                     | Lloyd Mondory      | AG2R-La Mondiale                   | z.t.     |
| 5                     | Romain Feillu      | Vacansoleil-DCM                    | z.t.     |
| 6                     | Aleksandr Porsev   | Team Katjoesja                     | z.t.     |
| 7                     | Gert Steegmans     | Omega Pharma-Quick Step            | z.t.     |
| 8                     | Christophe Prémont | Wallonie Bruxelles-Crédit Agricole | z.t.     |
| 9                     | Koldo Fernández    | Team Garmin-Sharp                  | z.t.     |
| 10                    | Julien Stassen     | Idemasport-Biowanze                | z.t.     |
|                       |                    |                                    |          |
| 49                    | Pim Ligthart       | Vacansoleil-DCM                    | z.t.     |

### 5e etappe
| Welkenraedt – Perwijs (179,2 km) |                   |                               |          |
| Plaats                           | Naam              | Ploeg                         | Tijd     |
| Winnaar                          | Danilo Napolitano | Acqua & Sapone                | 4u19'08" |
| 2                                | Gianni Meersman   | Lotto-Belisol                 | z.t.     |
| 3                                | Davide Appollonio | Sky ProCycling                | z.t.     |
| 4                                | Koldo Fernández   | Team Garmin-Sharp             | z.t.     |
| 5                                | Luke Rowe         | Sky ProCycling                | z.t.     |
| 6                                | Giacomo Nizzolo   | RadioShack-Nissan-Trek        | z.t.     |
| 7                                | Kristof Goddaert  | AG2R-La Mondiale              | z.t.     |
| 8                                | Adrien Petit      | Cofidis                       | z.t.     |
| 9                                | Kevyn Ista        | Accent.Jobs-Willems Veranda's | z.t.     |
| 10                               | Klaas Lodewyck    | BMC Racing Team               | z.t.     |
|                                  |                   |                               |          |
| 19                               | Pim Ligthart      | Vacansoleil-DCM               | z.t.     |

## Eindklassementen
| Algemeen klassement |                  |                               |           |
| Plaats              | Naam             | Ploeg                         | Tijd      |
| Gele trui           | Giacomo Nizzolo  | RadioShack-Nissan-Trek        | 23u28'43" |
| 2                   | Gianni Meersman  | Lotto-Belisol                 | + 1"      |
| 3                   | Pim Ligthart     | Vacansoleil-DCM               | + 2"      |
| 4                   | Michail Ignatiev | Team Katjoesja                | + 3"      |
| 5                   | Lloyd Mondory    | AG2R-La Mondiale              | + 11"     |
| 6                   | Davy Commeyne    | Landbouwkrediet-Euphony       | + 13"     |
| 7                   | Pieter Jacobs    | Topsport Vlaanderen-Mercator  | z.t.      |
| 8                   | Kevyn Ista       | Accent.Jobs-Willems Veranda's | + 14"     |
| 9                   | Jelle Wallays    | Topsport Vlaanderen-Mercator  | z.t.      |
| 10                  | Rémi Pauriol     | FDJ-BigMat                    | z.t.      |

1996 · 1997 · 1998 · 1999 · 2000 · 2001 · 2002 · 2003 · 2004 · 2005 · 2006 · 2007 · 2008 · 2009 · 2010 · 2011 · 2012 · 2013 · 2014 · 2015 · 2016 · 2017 · 2018 · 2019 · 2020 · 2021 · 2022 · 2023 · 2024
Etappewedstrijden

 Ster van Bessèges · 
 Ronde van de Middellandse Zee · 
 Ruta del Sol · 
 Ronde van de Algarve · 
 Ronde van de Haut-Var · 
 Driedaagse van West-Vlaanderen · 
 Internationale Wielerweek · 
 Internationaal Wegcriterium · 
 Driedaagse van De Panne-Koksijde · 
 Ronde van de Sarthe · 
 Ronde van Trentino · 
 Ronde van Turkije · 
 Ronde van Asturië · 
 Vierdaagse van Duinkerke · 
 Ronde van Azerbeidzjan · 
 Szlakiem Grodòw Piastowskich · 
 Ronde van Castilië en León · 
 Ronde van Picardië · 
 Ronde van Noorwegen · 
 World Ports Classic · 
 Ronde van Beieren · 
 Ronde van België · 
 Tour des Fjords · 
 Ronde van Estland · 
 Ronde van Luxemburg · 
 Boucles de la Mayenne · 
 Ster ZLM Toer · 
 Ronde van Slovenië · 
 Route du Sud · 
 Ronde van Oostenrijk · 
 Sibiu Cycling Tour · 
 Ronde van Wallonië · 
 Ronde van Portugal · 
 Ronde van Denemarken · 
 Ronde van de Ain · 
 Ronde van Burgos · 
 Arctic Race of Norway · 
 Ronde van de Limousin · 
 Ronde van Poitou-Charentes · 
 Wielerweek van Lombardije · 
 Ronde van Groot-Brittannië · 
 Ronde van Gévaudan Languedoc-Roussillon · 
 Eurométropole Tour
Eendaagse wedstrijden

 GP La Marseillaise · 
 Grote Prijs van de Etruskische Kust · 
 Trofeo Palma · 
 Trofeo Ses Salines · 
 Trofeo Serra de Tramuntana · 
 Trofeo Platja de Muro · 
 Trofeo Laigueglia · 
 Ronde van Murcia · 
 Omloop Het Nieuwsblad · 
 Classic Sud Ardèche · 
 GP Lugano · 
 Clásica de Almería · 
 Kuurne-Brussel-Kuurne · 
 La Drôme Classic · 
 Le Samyn · 
 GP Città di Camaiore · 
 Strade Bianche · 
 Roma Maxima · 
 Ronde van Drenthe · 
 Dwars door Drenthe · 
 Nokere Koerse · 
 GP Nobili Rubinetterie · 
 Handzame Classic · 
 Classic Loire-Atlantique · 
 Grote Prijs van Cholet-Pays de Loire · 
 Dwars door Vlaanderen · 
 Route Adélie de Vitré · 
 Volta Limburg Classic · 
 Grote Prijs Miguel Indurain · 
 Ronde van La Rioja · 
 Scheldeprijs · 
 GP Pino Cerami · 
 Klasika Primavera · 
 Parijs-Camembert · 
 Brabantse Pijl · 
 GP Denain · 
 Ronde van de Finistère · 
 Tro Bro Léon · 
 Ronde van Keulen · 
 La Roue Tourangelle · 
 Rund um den Finanzplatz Eschborn-Frankfurt · 
 Ronde van de Somme · 
 ProRace Berlin · 
 Grote Prijs van Plumelec · 
 Boucles de l'Aulne · 
 Ronde van Zeeland Seaports · 
 Trofeo Melinda · 
 GP Kanton Aargau · 
 Ronde van Limburg · 
 Ronde van de Apennijnen · 
 Halle-Ingooigem · 
 Trofeo Matteotti · 
 Prueba Villafranca de Ordizia · 
 GP Industria & Artigianato-Larciano · 
 Ronde van Toscane · 
 Circuito de Getxo · 
 Polynormande · 
 RideLondon Classic · 
 GP Stad Zottegem · 
 Dutch Food Valley Classic · 
 Châteauroux Classic de l'Indre · 
 Druivenkoers Overijse · 
 Ronde van Veneto · 
 Schaal Sels · 
 Memorial Rik Van Steenbergen · 
 Brussels Cycling Classic · 
 GP Fourmies · 
 Ronde van de Doubs · 
 GP Jef Scherens · 
 Coppa Bernocchi · 
 Coppa Agostoni · 
 GP van Wallonië · 
 Ronde van de Drie Valleien · 
 Kampioenschap van Vlaanderen · 
 Memorial Marco Pantani · 
 Grote Prijs Impanis-Van Petegem · 
 GP van Isbergues · 
 GP Industria & Commercio di Prato · 
 Omloop van het Houtland · 
 Duo Normand · 
 Milaan-Turijn · 
 Ronde van Piëmont · 
 Ronde van het Münsterland · 
 Pro Cycling Marathon · 
 Ronde van de Vendée · 
 Memorial Frank Vandenbroucke · 
 Coppa Sabatini · 
 Parijs-Bourges · 
 Ronde van Emilia · 
 GP Beghelli · 
 Parijs-Tours · 
 Nationale Sluitingsprijs · 
 Ronde van Romagna · 
 Chrono des Nations